# 永野町
永野町（ながのちょう）は、愛知県豊田市の地名。

## 地理

### 字一覧
- 石畑（いしはた）[WEB 6]
- 賀指（かざし）[WEB 6]
- 上ノ入（かみのいり）[WEB 6]
- 小屋家（こやげ）[WEB 6]
- 栃ケ入（とちがいり）[WEB 6]
- 鳥追場（とりおいば）[WEB 6]
- 西ノ門（にしのもん）[WEB 6]
- 深田（ふかだ）[WEB 6]
- 水無（みずなし）[WEB 6]

## 歴史

### 沿革
- 2005年（平成17年）4月1日 - 東加茂郡足助町永野が合併に伴い、豊田市永野町となる[WEB 7]。

### 人口の変遷
国勢調査による人口および世帯数の推移。
| 2020年（令和2年） | 9世帯 28人 |  |

### WEB
1. 1 2  総務省統計局 (2022年2月10日). “令和2年国勢調査の調査結果(e-Stat) - 男女別人口，外国人人口及び世帯数－町丁・字等” (CSV). 2023年8月2日閲覧。
2. ↑  “愛知県豊田市の町丁・字一覧”.   人口統計ラボ. 2024年2月26日閲覧。
3. ↑  “読み仮名データの促音・拗音を小書きで表記するもの(zip形式) 愛知県” (zip).   日本郵便 (2024年2月29日). 2024年3月26日閲覧。
4. ↑  “市外局番の一覧” (PDF).   総務省 (2022年3月1日). 2022年3月22日閲覧。
5. ↑  “ナンバープレートについて”.   一般社団法人愛知県自動車会議所. 2024年1月21日閲覧。
6. 1 2 3 4 5 6 7 8 9  “愛知県豊田市永野町の住所一覧”.   ゼンリン. 2024年8月31日閲覧。
7. ↑  “愛知県豊田市の郵便番号一覧”.   日本郵便. 2024年3月13日閲覧。